# 爱沙尼亚气象局
爱沙尼亚气象局是爱沙尼亚的国家气象局。
爱沙尼亚气象局是爱沙尼亚环境署的一个部门，而该局又由爱沙尼亚环境部负责。
爱沙尼亚气象局是世界气象组织和欧洲气象卫星开发组织的组织成员。
在2013年6月1日之前，该部门是一个独立的机构，称为爱沙尼亚气象和水文研究所，缩写为（EMHI）。
爱沙尼亚气象局的官网设置三种语言，分别是爱沙尼亚语、英语和俄语。其中英语和俄语的网页可以提供4天的天气预报，而周预报和月预报仅有爱沙尼亚语版本的网站提供。此外页面还有雷达、模型预警等项目。